# 畢業午後
《他們留下的東西》是一部由史蒂芬·金於2007年所著的短篇小說，當時發佈在Transgressions雜誌上，後來於2008年收錄在短篇小說集《日落之後》內。故事講述一班高中生正在其中一位同學的家中慶祝畢業，紐約市卻突然發生原爆。